# عبد الوهاب عبد الرحيم القاضي
الشيخ عبد الوهاب القاضي بن عبد الرحيم بن عبد الله بن مُحمَّد شمس الدين القاسم الخُنجي العبَّاسيُّ الهاشمي (ق. 1897-1972) كان فقيهًا وتاجرًا من وجهاء قرية دشتي في مدينة القابندية.

## نسبه
هو الشيخ عَبد الوهاب بن الشيخ عَبد الرَّحِيم بن الشيخ عبدِ الله بن الشيخ مُحَمَّد شَمْس الدِّين القاسِم الخُنْجِي (هو الذي ارتحل من خُنْج إلى دَشْتِي في مُعظم الاحتمالات) ويصل نسبُه إلى الشيخ عَبدُ السَّلام خُنْجِي بن الشیخ عبَّاس بن الشیخ إسْماعِيل (الذي استقرّ في خنج ببرّ فارس بسبب سقوط العاصمة العبّاسيّة بغداد عام 1258 م) بن حمزة بن أحمد بن محمد بن هارون بن مهدي بن مرشد بن محمود بن أحمد بن علي بن مبارك بن عبد السلام بن سعید بن عبد الغني بن طلحة بن أحمد بن إسماعیل بن سلیمان بن الأمير جَعْفَر الأكْبَر بن أمير المؤمنين أبُو جْعْفَر عَبدُ الله المَنْصُور بن الإمام مُحَمَّد الكامِل بن عَلِيُّ السجَّاد بن حِبْر الأُمَّة وترجُمان القُرآن عَبدُ الله بن العَبَّاس عمُّ النَّبيُّ مُحَمَّد صلَّ الله عليهِ وسلَّم بن عَبدُ المُطَّلِب بن هاشِم بن عَبد مَناف بن قُصي بن كِلاب بن مُرة بن كَعب بن لُؤي بن غالِب بن فَهر بن مالِك بن النَّضر بن كِنانة بن خُزَيمة بن مُدرِكة بن إلياس بن مَضَر بن نِزار بن مُعد بن عدنان.

## سيرته الشخصية
ولد الشيخ عبد الوهاب في دشتي من نواحي القابندية (بارسيان حالياً) في نهايات القرن 19، أخذ دراسته الابتدائية في القابندية، ثم انتقل إلى نخل خلفان ودرس على يد الشيخين أحمد نور الحنفي وأخيه محمد الحنفي، فأتقن علوم الفقه والحديث والتفسير والعربية.
عاد بعد ذلك إلى قرية دشتي وأصبح يُفتي للناس ويُجري عقود الزواج، كما كان له أملاك ونخل وأرض يستغلها بالزراعة. تزوج عدة مرات إلا أنه ورغم إنجابه من بعضهن كان أطفاله يتوفون صغاراً ولم تعمِّر إلا ابنته عائشة، وقد تزوج السيدة فاطمة جاسم (توفيت 1960) وأنجب منها ابنهُ الشيخ عمر القاضي عام 1929، فسمَّاه عمرو بدايةً إلا أنه غيّره إلى عُمر.
لما نشأ ابنه عُمر، رأى من ذكائه ما أعجبه، فأرسله للتعلُّم على يد الشيخ أحمد نور حنفي في قرية نخل خلفان، وفي عام 1939، حينما كان ابنه عُمر يبلغ عشرة أعوام، أخرجه من إيران إثر موجة الهجرة العربيَّة إلى مناطق ودول الخليج العربي بسبب ضغوط حكومة الشاه البهلوي ورفع الضرائب وتجنيد الشباب باتجاه البحرين (فترة تحت الحماية البريطانية)، كما انتقل إليها عدد من أقاربه ومن جيرانه.
فأرسله إلى البصرة وتعلم هناك على عدد من المشايخ، وقد ذكر ابنه الشيخ عمر كيف أنه موَّلُه وصرف عليه حتى نال الشهادة العالية في القاهرة من جامعة الأزهر ليكون أول أو من أوائل البحرينيين القِلّة ممن تخرجوا من جامعة الأزهر بدرجة دكتوراه آنذاك.

## انتقاله إلى البحرين
بعدما عاد ابنهُ عمر إلى البحرين، عُين قاضيًا عام 1964 واستقر أمره بأحسن حال فأرسل إلى والده الشيخ عبد الوهاب ليقدُم عليه ويعيش معه.

## وفاته
استقر الشيخ عبد الوهاب في البحرين بقية عمره حتى توفي عام 1392 هـ / 1972 م.

### فهرس المنشورات
1. ↑  الوحيدي (1985)، ص. 60 و77.
2. 1 2 3 4 5 6  الوحيدي (1985)، ص. 60.

### فهرس الوب
1. 1 2  حسن الستري. "الشيخ عمر القاضي، أول بحريني ينال الدكتوراه من جامعة الأزهر". الوطن البحرينية. مؤرشف من الأصل في 2023-07-05. اطلع عليه بتاريخ 2023-07-04.

### معلومات المنشورات كاملة
الكُتُب العربيَّة مرتبة حسب تاريخ النشر
- حسين علي الوحيدي (1985)، تاريخ لنجة (ط. 1)، الشارقة: دارة الدكتور سلطان القاسمي، OCLC:4770027467، QID:Q123464099